# Верхняя Тишанка
Ве́рхняя Тиша́нка — село в Таловском районе Воронежской области России. Административный центр Тишанского сельского поселения.

## География
Село расположено на Окско-Донской низменности. По селу протекает мелководная река Тишанка. Расстояние до райцентра − 30 километров, до Воронежа — 100.

## Население
| 1859  | 1897  | 1959  | 1979  | 2002  | 2010  | 2012  |
| ----- | ----- | ----- | ----- | ----- | ----- | ----- |
| 5265  | ↗7925 | ↘6831 | ↘5601 | ↘3653 | ↘3250 | ↘3171 |
| 2013  | 2014  | 2015  |       |       |       |       |
| ↘3086 | ↘3005 | ↘2950 |       |       |       |       |

## История
Это первое село, основанное на территории нынешнего Таловского района. Своим возникновением оно обязано православному монастырю. В летописи об этом говорится: «Находившийся на правом берегу Битюга Троико-Битюцкий мужской монастырь согласно указу царя Федора Алексеевича от 2 апреля 1682 года получил право на освоение земель левобережья». И уже в 1693 году появляются первые поселенцы — монастырские крестьяне.
В округе монастырь славился добрыми делами. Его монахи занимались скотоводством, рыболовством, выращивали известную породу битюцких лошадей. При нем два раза в год проводились ярмарки: Троицкая — в июне и Рождество-Богородицкая — в сентябре. Монастырь просуществовал около 70 лет и был разгромлен шайкой разбойных людей. Его упразднили, а монастырские крестьяне получили свободу. Место их проживания превратилось в крупное поселение.
Активное заселение Прибитюжья началось при Петре I . архивные данные свидетельствуют о том, что в XVIII веке сюда переселились 400 душ мужского пола, проживающих в селах Талыше, Колычеве, Юрьеве и Канищеве Московской губернии. Название своих сел они сохранили на новых местах. После царского указа 1699 года село узаконило свое нынешнее название и стало расширяться.
Тишанские крестьяне были дворцовыми, то есть принадлежали царской фамилии. В 1796 году Павел I в день своей коронации пожаловал Тишанку своему фавориту Дмитрию Прокофьевичу Трощинскому, ставшему позже министром юстиции и иностранных дел. Это было одно из крупнейших землевладений — почти 50 тысяч десятин земли и 1200 душ крепостных. К началу XIX века начинается формирование усадьбы Трощинских: строились жилые и хозяйственные постройки, закладывались парк и сад «в английском стиле» и другое. По отзывам современников, Д. П. Трощинский был человек «С умом обширным и образованным, с сердцем чувствительным и твердостью духа». На его средства была реконструирована Троицкая церковь, в 1816 году открыто училище для 20 мальчиков — детей крепостных крестьян, создана библиотека из 350 учебных и художественных книг. Первый хозяин Тишанки много сделал для ее процветания.
В 1863—1865 годах в «Географическо-статистическом словаре Российской империи» П. П. Семенов-Тян-Шанский пишет: «… ярмарки в Верхотишанке являются лучшими в губернии. Главные статьи торга: битюцкие и донские лошади, шерсть, мерлушки, овчины, юфть, кожи, деревянная посуда, чугун, железные вещи и т. д. Сюда приезжали купцы со всех уголков Российской империи. Главные занятия жителей — хлебопашество и скотоводство. Некоторые крестьяне имеют небольшие заводы битюцких лошадей. Кроме того, крестьяне занимаются садоводством, пчеловодством, ловлею пиявок, поездкою за солью в Камышин и за рыбою в Астрахань и на Дон, и вообще извозом, портняжничеством, выделкой овчин и т. п. Женщины очень искусны в ткани кушаков из разноцветной шерсти».
Жизнь крестьян была тяжелой, закрепощение еще более усугубило их положение. Барщина доходила до 5-6 дней в неделю. За неоплату оброка крестьянина заключали под стражу, пороли розгами, били батогами, отдавали в рекруты. Особенно тяжелая обстановка сложилась в 40-е годы: край поразила холера, потом разразился жестокий голод. Дело осложнялось почти полным отсутствием медпомощи. Недовольство крепостных своим положением ширилось. В 1859 году помещик Шлихтинг доводил до сведения губернских властей, что в Тишанке его крепостные не платят ни подушных, ни оброчных денег, и просил «принять меры для приведения в порядок непокорных крестьян в надлежащее поведение».
Реформа 1861 года не принесла облегчения крестьянам. Их земельные наделы стали меньше: в Воронежской губернии отрезали треть земель, в Бобровском же, куда входила Тишанка, — 46, %. Эти события спровоцировали народные волнения, центром которых стала Тишанка. Воронежский губернатор Толстой и генерал Мердер лично приезжали сюда для усмирения крестьян, но те их даже в слободу не пустили. Для расправы с восставшими прислали солдат 45-го Азовского полка. Выступление было подавлено, но треть крестьян по-прежнему не имели своей земли. Разорение и обнищание приводило к большой смертности. Положение стало улучшаться лишь в 1870 году, когда в селе была открыта земская больница. Первым доктором был Я. Ф. Вербов, ставший потом членом Императорской Медицинской Академии. Население было сплошь неграмотным. Начальным образованием было охвачено 2,8 % детей. В 1900 году в селе было 6 учителей.
Одежду и обувь тишанцы носили в основном собственного изготовления: лапти, холстинные штаны, домотканые поневы, малахаи. Жилища тоже были неприглядными: однокомнатные избы под соломенной крышей, где нередко с людьми жили животные. Основная масса жителей оставалась нищей. И все же отмена крепостного права содействовала оживлению торговли, росту частного капитала. Открывались торговые лавки, маслобойни, крупорушки. В 127 хозяйствах имелись конные плуги, в 19 — молотилки
В октябре 1917 года в селе установилась Советская власть. В Тишанке ее активными проводниками были А. В. Матвеев, Ф. А. Морозов и другие. Но сопротивление Советам повсеместно нарастало, Тишанка не стала исключением. В годы гражданской войны она 18 раз переходила из рук в руки. При участии полков Инзенской дивизии и частей 8-й армии победили красные.
Коллективизацию жители села встретили по-разному. Беднота была за колхозы. Активными организаторами стали А. К. Пискарев, М. М. Лазукин, А. И. Кокин и другие. Первый колхоз — «Красный путиловец» — возник в 1929 году. Его возглавил А. К. Пискарев. К 1930 году в колхоз вступило 763 частных хозяйства. Этот процесс происходил сложно, сопровождался борьбой бедноты с кулаками, выступлениями против коммунистов. От рук бандитов погибли активисты И. И. Кузнецов, И. С. Желтов, Н. И. Гернет и многие другие.
В 1932 году колхозов стало более 20. В 1938 году была организована Тишанская МТС с парком в 48 тракторов (а первый трактор в селе появился в 1928 году). К 1940 году свыше 90 % зерновых культур обрабатывалось тракторами, 60 % площадей засевалось тракторными сеялками и 40 % зерновых убиралось комбайнами. Колхозы наращивали объем сельхозработ. До начала 40-х в Тишанке было три сельсовета: Старотишанский, Верхнетишанский, Канищеский.
22 июня 1941 года круто изменилась жизнь тишанцев. Более 2,5 тысячи человек мобилизовали на фронт, треть из них ценой своей жизни дали другим людям спокойно жить и работать. Более 700 тишанцев фронтовиков были удостоены боевых наград. С торжеством и любовью односельчане встречали своего земляка Е. А. Чеснокова, который за боевой подвиг при форсировании Днепра получил высокое звание Героя Советского Союза. Весомый вклад жители села внесли в постройку танковой колонны «Воронежский колхозник», в подписку на Государственный военный заем. За годы войны на фронт отправлено 6,5 тысячи вещевых и продуктовых посылок, туда шло и все то, что выращивалось на полях и фермах. За добросовестный труд в годы Великой Отечественной войны 1125 тишанцев награждены медалями.
В Тишанском лесу проводились учения партизанского отряда под командованием М. И. Шукаева. В селе базировался единственный в своем роде 719-й авиаполк ночных бомбардировщиков. Им командовал полковник М. А. Баженов.
Много мужчин полегло на полях сражений, а значит, основная тяжесть труда по-прежнему лежала на плечах женщин и подростков, уменьшилось поголовье скота, нечем было обрабатывать землю. Положение многочисленных колхозов осложнилось засухой. После посещения края секретарем ЦК ВКП (б) А. А. Андреевым были получены тракторы, кредиты. В 1958 году произошло укрупнение колхозов. Их осталось два — «Гигант» и «Родина». Постепенно росла их техническая оснащенность, повышалась культура земледелия. Хозяйства стали многоотраслевыми. Здесь трудились заслуженный агроном РСФСР И. Д. Голов, удостоенный почетного звания «Заслуженный ветврач РСФСР» А. Л. Сердюков, делегат Всесоюзного съезда народных депутатов И. А. Голов. Большой вклад в колхозное строительство внесли В. А. Курбатов, П. Я. Невзоров, А. Б. Рудаков, А. М. Юдина и другие.

## Современность
Имеются врачебная амбулатория, два сельхозпредприятия — «Возрождение» и «Славяне». Они специализируются на растениеводстве. В селе работают два почтовых отделения, пансионат для ветеранов войны и труда, детский сад. Старотишанский ДК славится народным хореографическим ансамблем «Приволье» под руководством С. И. Соломатина. Восстановлен Троицкий храм — историческая и духовная ценность.
В Тишанке богатая история народного образования. Верхнетишанская школа является базовой. В 2006 году она стала победителем конкурса «Лучшая школа России» и получила грант в 1 миллион рублей. Свои успехи имеют Канищевская и Старотишанская школы. Лучшими педагогами села по праву называют М. П. Прибыловского, М. С. Кострюкова, С. Я. Котову, Н. С. Пузырева, М. Н. Фуфаеву, Н. А. Муковнина, В. М. Кутякова. Честь Тишанки и ее замечательных учителей прославили выпускники: заслуженный строитель РСФСР В. А. Фуфаев, заслуженный врач В. И. Муратов, заслуженный деятель культуры, киномеханик И. Н. Баландин, писатель А. С. Силин и другие.
На окраине села Тишанка около 40 лет живут «федоровцы» (последователи Федора Рыбалкина, основателя движения «истинно-православных христиан»).

## Экономика
В конце октября 2014 года в селе начал работу крупный свиноводческий комплекс компании ООО «АПК Агроэко». Общая стоимость проекта — 6,3 млрд рублей.